# El Vergel (Tabasco)
El Vergel es una localidad del municipio de Huimanguillo ubicado en la subregión de la Chontalpa del estado mexicano de Tabasco.

## Geografía
La localidad de El Vergel se sitúa en las coordenadas geográficas 17°38′03″N 93°33′28″O / 17.634167, -93.557778, a una elevación de 49 metros sobre el nivel del mar.

## Demografía
Según el Conteo de Población y Vivienda 2020, efectuado por el Instituto Nacional de Estadística y Geografía, la localidad de El Vergel tiene 13 habitantes, de los cuales 8 son del sexo masculino y 5 del sexo femenino. Su tasa de fecundidad es de 3.25 hijos por mujer y tiene 3 viviendas particulares habitadas.
| Gráfica de evolución demográfica de El Vergel entre 1990 y 2020 |
|                                                                 |
| INEGI.                                                          |